# Шёстрём, Майя
Майя Шёстрём (швед. Maja (Maria) Sjöström; 1868—1961) — шведская художница по текстилю.

## Биография
Родилась 13 марта 1868 года в приходе Раус муниципалитета Хельсингборг и была дочерью Ларса Шёстрёма и его жены Аманды Кристины Ландгрен. Воспитывалась вместе со своими тремя сестрами и тремя братьями в доме судебного пристава в Борслове.
Несмотря на тяжелое финансовое положение семьи, Майя и её сестры ходили в муниципальную школу Хельсингборга. В 1886 году, благодаря поддержке, которую она получила от Аманды Эрикссон, работавшей в статистическом управлении, она смогла развить свой интерес к искусству в школе декоративно-прикладного искусства Констфак. В 1893 году, благодаря разработанным собственным проектам, Майя работать в ремесленном предприятии Handarbetets vänner. Вскоре она стала ведущим дизайнером, быстро завоевав репутацию своими разработками обивочных тканей. Шёстрём совершила ознакомительные поездки в Лондон и Париж в 1896 году, а также проездом через Германию посетила Италию в 1900 году.

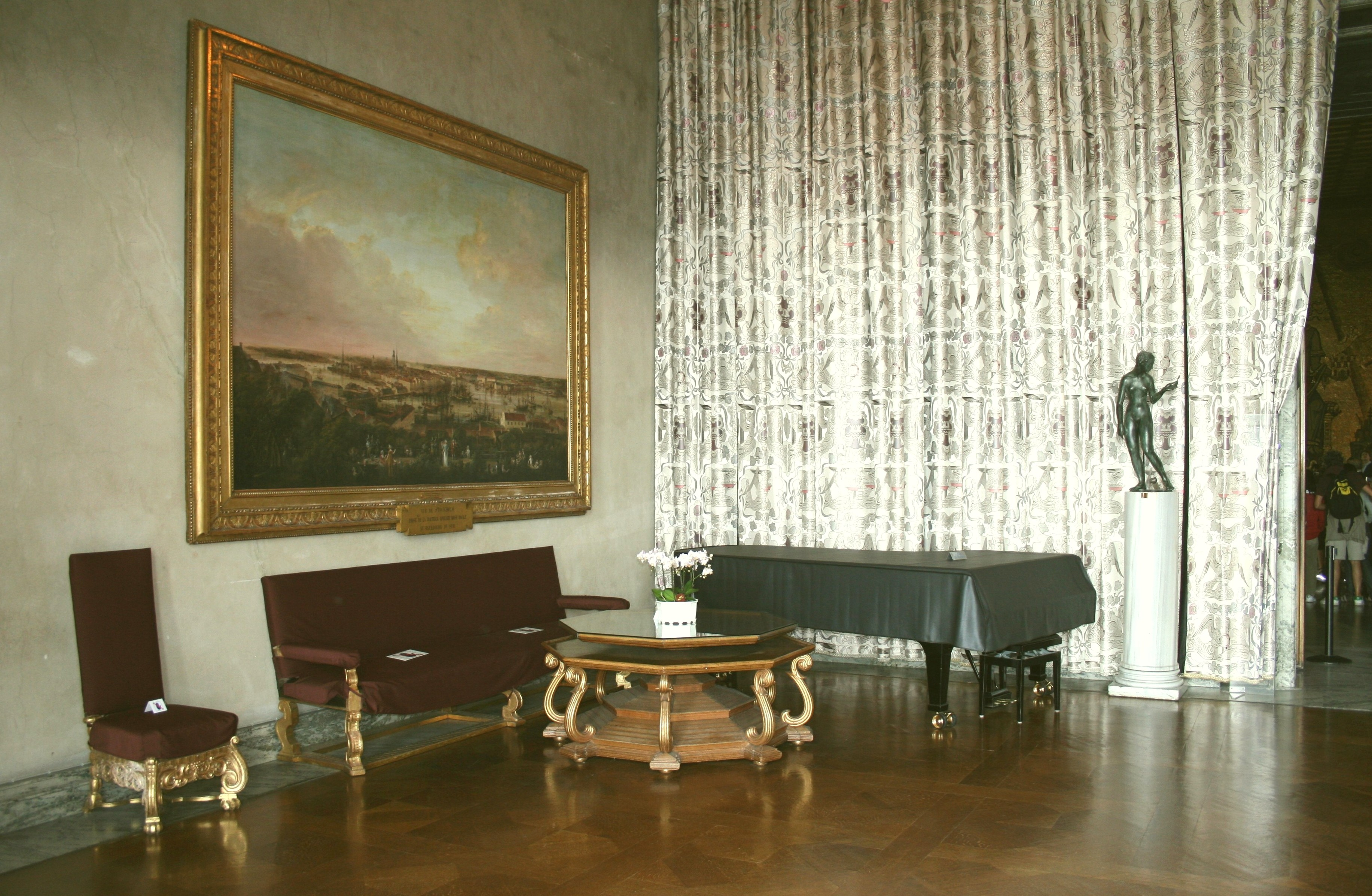
Один из холлов стокгольмской ратуши с портьерами работы Майи Шёстрём

Благодаря сотрудничеству с архитектором Карлом Вестманом, в 1902 году Шёстрём разработала текстильные украшения для виллы Pressens в Сальтшёбадене и получила заказ на производство текстиля и ворсовых ковриков для библиотеки Магнуса Гёста Миттаг-Леффлера, получив за эти работы признание критиков. В начале 1900-х годов она также производила художественный текстиль для церквей. Дальнейшее сотрудничество с Вестманом привело к заказу на внутренние текстильные украшения для недавно созданной ратуши Стокгольма. После этого Майя Шёстрём она провела два года в Венеции на шёлкоткацком предприятии Luigi Bevilacqua, где она создала большой гобелен Festens genier (Angeli), а также работы из шёлка — Hind och Örn (Cervo e Aquila) и Påfåglar (Pavoni). Эти произведения до сих пор украшают Палату советов и Палату трех корон стокгольмской ратуши.
В 1923 году Шёстрём переехала в Рим, где продолжила заниматься дизайном тканей в своей студии. Кроме этого, вместе со своими тремя сестрами — Альмой (1864—1945), Софией (1866—1946) и Матильдой (1869—1960), она сотрудничала в ведении бизнеса магазина Blå Boden в местечке Роа недалеко от Хельсингборга. Майя в Риме занималась отбором и поставкой в Швецию художественных текстильных работ из Италии, в том числе созданные ею самой. Первоначально бизнес процветал, но в 1930-х годах интерес к этой продукции упал, что привело к закрытию магазина в 1939 году.
Майя Шёстрём оставалась в Италии до конца своей жизни. После окончания Второй мировой войны она очень скромно жила в своей разрушенной при бомбёжке студии. Горячая сторонница Бенито Муссолини, она больше не принималась скандинавским сообществом.
Умерла 30 октября 1961 года в Гамбурге, возвращаясь из Хельсингборга в Рим. Была похоронена в Борслове.
Работы художницы выставлялись на многих международных выставках. Её произведения можно увидеть в Национальном музее Швеции в Стокгольме и Röhsska museet в Гётеборге.